# 十勝地方南部地震
十勝地方南部地震は、2013年（平成25年）2月2日23時17分（日本時間）、北海道更別村で発生したマグニチュード6.5の地震である。

## 概要
十勝地方南部の北緯42度42.1分、東経143度13.6分の深さ108kmを震源として発生し、浦幌町、釧路市、根室市で最大震度 5強を観測した。地震の規模を示すMjは6.5で、この地震による津波は観測されなかった。

## メカニズム
この地震は南北方向に張力軸を持つ型の断層によって引き起こされ、沈み込んだ太平洋プレート内の地震である。気象庁はこの地震のメカニズムが1993年の釧路沖地震とほぼ同じと指摘している。
地震の揺れから求める通常のマグニチュード(Mj)は6.5であったが、CMT解によるモーメントマグニチュード（Mw）は6.9、遠地実体波によるMwは7.0と、いずれもMjよりも大きいという結果が出ている。

## 被害
十勝総合振興局管内で、割れたガラスで足を切るなど計4人が負傷した。浦幌町、池田町、清水町などの約320戸が停電し、翌3日早朝までに全面復旧した。公共施設の天井部材が落下したほか、商業施設で棚の商品が落ちるなどの被害が出た。北見市で1人、釧路市で2人が負傷した。
原子力規制庁は、北海道電力泊原子力発電所（北海道泊村）、東北電力東通原子力発電所（青森県東通村）、日本原燃六ヶ所再処理工場（同六ヶ所村）に異常はないとした。 

## 震度
震度5弱以上の地点は以下の通り。
| 震度 | 都道府県 | 観測点名 |
| ---- | -------- | --- |
| 5強  | 北海道   | 浦幌町桜町・釧路市阿寒町中央・釧路市音別町本町・根室市厚床 |
| 5弱  | 北海道   | 安平町早来北進・新冠町北星町・新得町2条・帯広市東4条・帯広市東6条・音更町元町・清水町南4条・幕別町本町・池田町西1条・豊頃町茂岩本町・本別町北2丁目・本別町向陽町・大樹町生花・弟子屈町美里・弟子屈町弟子屈・釧路町別保・厚岸町真栄・標茶町塘路・白糠町西1条・別海町常盤・別海町西春別・別海町本別海 |
| 5弱  | 青森県   | 東通村小田野沢 |

なお、気象庁の推計震度分布図によれば、浦幌町の一部では震度6弱程度の揺れがあったとみられる。

## 緊急地震速報
この地震において、地震発生直後に、気象庁は緊急地震速報（警報）を北海道の十勝地方と日高地方と胆振地方と石狩地方と空知地方南部と上川地方南部と釧路地方中南部と渡島地方東部、青森県の下北に発表した。